# Fedel Despres
Fedel Despres fue una primera actriz de cine y teatro argentina. Su esposo fue el actor cómico Adolfo Stray.

## Carrera
Despres trabajó notablemente durante la década del '40 casi siempre en papeles de madre o tía. En cine una intervención muy destacada en la película encabezada por Olga Zubarry, El ángel desnudo, junto con  Guillermo Battaglia, Carlos Cores y Eduardo Cuitiño, con dirección de Carlos Hugo Christensen.
En el teatro fue donde encontró su verdadera labor como actriz de carácter, compartiendo escena con grandes estrellas del momento como Luis Sandrini, Malisa Zini, Elsa del Campillo, Nicolás Fregues, Rosa Cata, Fanny Navarro, Hugo Pimentel, Gloria Ferrandiz Esteban Serrador, Santiago Gómez Cou, Ángel Boffa, y Ángel Magaña. Integró la Compañía Argentina del N. E. A. (Núcleo de Escritores y Actores). 
En 1971 actuó en el drama Crónica de una señora protagonizada por Graciela Borges, con dirección de Raúl de la Torre.

## Filmografía
- 1971: Crónica de una señora.
- 1946: El ángel desnudo.

## Teatro
- 1950: Gringalet.
- 1949: Cuando los duendes cazan perdices, con Luis Sandrini, Eduardo Sandrini, Malisa Zini, Irma Lagos, Chola Osés, María Esther Buschiazzo, Alejo Rodríquez Crespo y Ángel Boffa.[2]
- 1947: Nacida ayer.
- 1946: Don Fernández.
- 1944: Amores, en el Teatro San Martín, junto a Orestes Caviglia, Miguel Gómez Bao, Aída Alberti, Roberto Airaldi y Roberto García Ramos.
- 1937: Todavía hay milagros
- 1936: Amalia.[3]
- 1934: Corre por esos mundos, junto con Iris Marga, Nedda Francy, Miguel Mileo, Miguel Faust Rocha y Guillermo Battaglia.